# جوزيف إل. هندرسون
جوزيف إل. هندرسون (بالإنجليزية: Joseph L. Henderson)‏ هو كاتب وطبيب أمريكي، ولد في 31 أغسطس 1903 في إلكو في الولايات المتحدة، وتوفي في 17 نوفمبر 2007 في Greenbrae, California ‏ في الولايات المتحدة.